# Corn & Peg
Corn & Peg er en canadiske tv-serie produceret for tv-kanalen Nickelodeon og Treehouse TV.